# Retrat d'un cavaller (ca.1586)
El Retrat d'un cavaller, datat circa 1586, és una obra d'El Greco, que consta amb el número 142 en el catàleg raonat d'obres d'aquest pintor, realitzat pel seu especialista Harold Wethey.

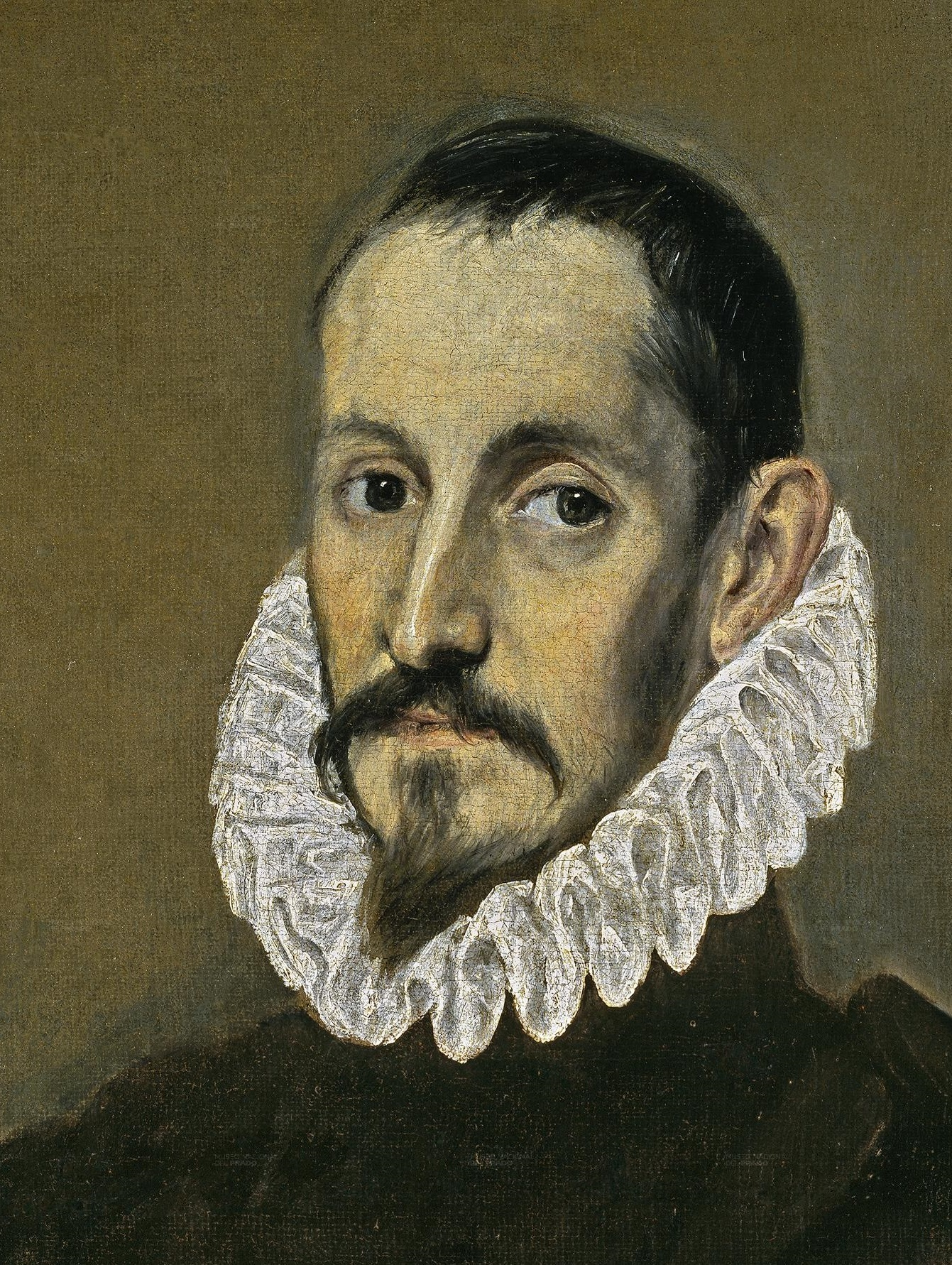
Detall del rostre.

## Anàlisi de l'obra
Pintura a l'oli sobre llenç; 67 x 55 cm.; circa 1586; Museu del Prado, Madrid.
Signat amb lletres cursives gregues sobre l'espatlla esquerra: δομήνικος Θεοτοκóπουλος εποíει (doménikos theotokópoulos e`poíei) 
Tot i que l'autoria d'El Greco no és posada en qüestió, segons Harold E. Wethey, l'execució d'aquesta obra és més mecánica respecte d'altres retrats de la mateixa etapa, i a més el quadre ha quedat ennegrit perquè l'emprimació de color blau fosc ha travessat el trajo i el rostre del cavaller.
Tanmateix, segons Josep Gudiol, aquest retrat, té punts de contacte amb el Retrat d'un cavaller jove. La tècnica és més senzilla, però la forma de presentar el personatge és la mateixa i, si bé la intensitat del personatge és menor, té tanmateix la mateixa distinció amb la qual El Greco va pintar aquell altre cavaller. El contorn de la figura va ser fregat, per tal de donar-li un carácter més evanescent, i l'escarolat està representat amb una tècnica lleugera però efectiva, que contrasta amb la carnació i amb el color negre de la vestimenta.

## Bibliografía i enllaços externs
- Wethey, Harold Edwin; El Greco y su Escuela (Volumen-II); Ediciones Guadarrama; Madrid-1967.
- Cossío; Manuel Bartolomé; El Greco de Cossío; Lecturas Hispánicas; Zaragoza-2016; ISBN 978 1539 832690.
- Gudiol, José; Doménikos Theotokópoulos, El Greco; Ediciones Polígrafa, S.A.; Barcelona-1982; ISBN 84-343-0031-1.
- https://www.museodelprado.es/coleccion/obra-de-arte/retrato-de-un-caballero/579f4795-0be0-4f87-a42f-a14fb86f76df